# Winona Ryder
Winona Ryder, pseudonimo di Winona Laura Horowitz (Winona, 29 ottobre 1971), è un'attrice statunitense.
Raggiunge la fama internazionale nei primi anni novanta con film quali Edward mani di forbice (1990) e Sirene (1990), per il quale ottiene la sua prima candidatura ai Golden Globe. L'apice del successo arriva con Dracula di Bram Stoker (1992) e L'età dell'innocenza (1993), che la premia con il Golden Globe per la migliore attrice non protagonista e che le vale la sua prima candidatura al Premio Oscar e ai BAFTA. Per la sua performance di Jo March in Piccole donne (1994) ottiene la sua seconda candidatura agli Oscar, la prima come miglior attrice.
Partecipa a numerosi film di successo, come protagonista, tra i quali: Schegge di follia (1989); Giovani, carini e disoccupati (1994); La seduzione del male (1996); Ragazze interrotte (1999); Lost Souls - La profezia (2000).
Con ruoli di non protagonista appare inoltre in film quali: Beetlejuice - Spiritello porcello (1988), dove interpreta la giovane goth Lydia; La casa degli spiriti (1993); Alien - La clonazione (1997); Celebrity (1998); Star Trek (2009), in cui interpreta Amanda Grayson, la madre umana di Spock; Il cigno nero (2010). Nel 2000 riceve la sua stella sulla Hollywood Walk of Fame. Nel 2016 torna al successo interpretando Joyce Byers nella serie televisiva Stranger Things, per la quale ottiene la sua terza candidatura ai Golden Globe.

## Biografia

### Primi anni
Winona Laura Horowitz nasce il 29 ottobre 1971 nella contea di Olmsted in Minnesota. Il suo primo nome deriva dalla vicina città di Winona, mentre il suo secondo nome Laura è un omaggio a Laura Archera, moglie dello scrittore Aldous Huxley e cara amica dei genitori di Winona. Il nome d'arte Ryder deriva invece dal cantante Mitch Ryder, che passava in radio al momento in cui il suo agente era al telefono col padre per sapere con quale nome Winona sarebbe apparsa nel suo primo film, Lucas del 1986.
È figlia di Michael Horowitz, ateo di origine ebraica, i cui genitori immigrarono dalla Russia e dalla Romania, e di Cynthia Istas Palmer Horowitz, di religione buddista. Il padre è scrittore, sceneggiatore, editore e venditore di libri d'antiquariato e ha anche lavorato come archivista del guru in arti psichedeliche Timothy Leary, padrino di Winona. Molti familiari paterni sono deceduti durante l'Olocausto e precedentemente la famiglia aveva cognome Tomchin, che cambiò in Horowitz a partire dal trasferimento dei nonni di Winona Ryder negli Stati Uniti, a causa di un errore del servizio immigrazione di Ellis Island. Ha un fratello, Uri, e due fratelli acquisiti dal precedente matrimonio della madre: Jubal e Sunyata Palmer.
Vive un'adolescenza tormentata, soprattutto a causa del suo aspetto androgino e della sua abitudine di vestire abiti da ragazzo, che la rende obiettivo di angherie da parte dei coetanei. All'età di 12 anni viene picchiata da un gruppo di coetanee che, trovandola nel bagno delle ragazze, la scambiano per un ragazzo dai modi effeminati. Per questo lascia la Petaluma Kenilworth Jr. High School e termina gli studi privatamente.

### Carriera

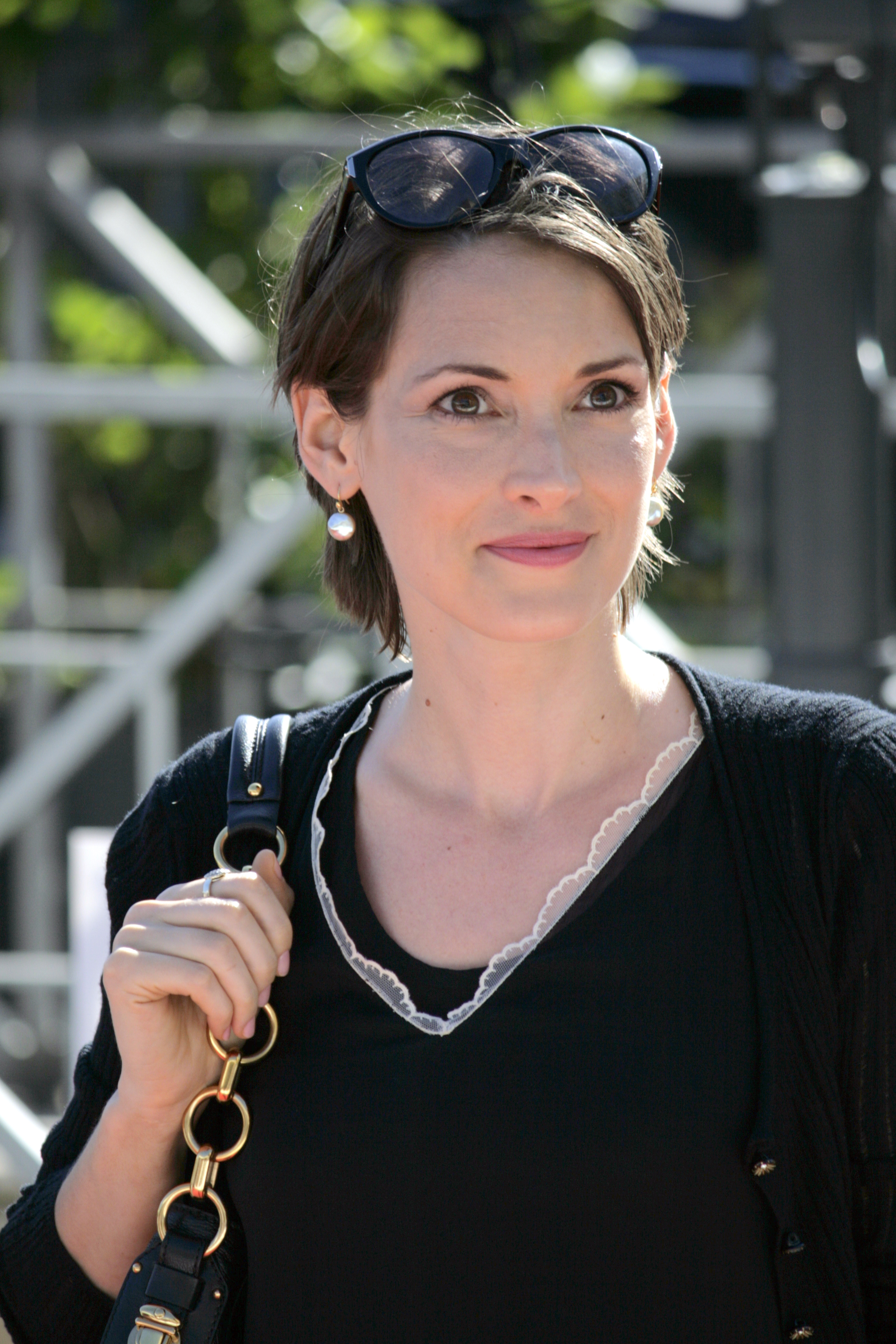
Winon Ryder al Giffoni Film Festival nel 2009

Dopo aver interpretato adolescenti abbastanza fuori dal comune in film come Beetlejuice - Spiritello porcello, Schegge di follia, Roxy - Il ritorno di una stella, Edward mani di forbice e Sirene, raggiunge l'apice della sua carriera al principio degli anni novanta nei film in costume Dracula di Bram Stoker (1992) di Francis Ford Coppola e L'età dell'innocenza (1993) di Martin Scorsese. Quest'ultimo film le vale il Golden Globe per la migliore attrice non protagonista e ottiene anche la sua prima candidatura agli Oscar del 1994 come migliore attrice non protagonista. Nel 1995 ottiene una seconda candidatura come Oscar alla miglior attrice protagonista arriverà agli Oscar del 1995 per il suo ruolo in Piccole donne.
Nel 1993 Winona Ryder offre una ricompensa di 200.000 dollari per il ritrovamento della dodicenne Polly Klaas, che era stata rapita dalla sua casa a Petaluma, in California. Purtroppo la ragazzina viene strangolata dal suo rapitore, Richard Allen Davis. Ryder le dedica il film Piccole donne, tratto dal romanzo di Louisa May Alcott, che piaceva molto alla giovane vittima. Dopo aver lavorato con registi illustri come Burton, Coppola e Scorsese, nel 1994 Ryder interpreta la protagonista femminile nel film dell'allora esordiente regista Ben Stiller, Giovani, carini e disoccupati. Ryder credeva talmente in questo progetto che non le importava di lavorare con un regista alla sua prima esperienza. Il film, una commedia dedicata alla Generazione X, ha un discreto successo ed è uno dei film più amati dai suoi fan. Nel 2000 riceve la sua stella nella Hollywood Walk of Fame.

### L'arresto
Il 12 dicembre 2001 Ryder, che soffriva di cleptomania, viene fermata per taccheggio nei grandi magazzini di Beverly Hills Saks Fifth Avenue. Nella borsa le trovano una serie di articoli d'abbigliamento per un totale di oltre 4.000 dollari, oltre a una grande quantità di analgesici come ossicodone, Valium e Vicodin. Viene successivamente processata e condannata a tre anni di libertà vigilata, al pagamento di quasi 10.000 dollari di multa, a 480 ore di volontariato e a un trattamento di consulenza psichiatrica.

### Il ritorno sulle scene
Dopo l'interpretazione come protagonista femminile nel film comico Mr. Deeds (2002), i cameo in S1m0ne e Ingannevole è il cuore più di ogni cosa, Ryder decide di prendersi una pausa di due anni prima di tornare nel 2006 con i film A Scanner Darkly - Un oscuro scrutare, presentato al Festival di Cannes, e The Darwin Awards - Suicidi accidentali per menti poco evolute, presentato al Sundance Film Festival. Nel 2009 entra a far parte del franchise di Star Trek, interpretando il personaggio di Amanda Grayson, madre umana di Spock, nel film reboot Star Trek, diretto da J.J. Abrams e primo della cosiddetta Kelvin Timeline.
Continua in seguito a interpretare ruoli di secondo piano in altri film. Nel 2012, dopo la piccola parte della moglie del serial killer in The Iceman, pare ci sia un ritorno concreto alle scene. Nello stesso anno gira il film The Letter, inedito in Italia, in cui interpreta la protagonista femminile insieme a James Franco. Dal 2016 è tra i protagonisti della serie Netflix Stranger Things, dove interpreta il personaggio di Joyce Byers, madre di Jonathan e Will. Nel 2023, Ryder ha un piccolo ruolo nel blockbuster Disney La casa dei fantasmi, film che la rivede tornare in una grande produzione hollywoodiana, seppur quest'ultima abbia riscosso poco successo tra pubblico e critica. Nel 2024 torna nel film Beetlejuice Beetlejuice, sequel del film del 1988, diretto da Tim Burton, già regista della prima pellicola.

## Vita privata
È stata fidanzata dal 1988 al 1989 con l’attore Christian Slater, conosciuto sul set di Schegge di follia. Successivamente è stata fidanzata dal 1989 al 1993 con l'attore Johnny Depp, suo partner nel film Edward mani di forbice. Un'altra relazione importante è quella avuta col cantante dei Soul Asylum, Dave Pirner, dal 1993 al 1997.. Dal 1998 al 2000 è stata fidanzata con Matt Damon.
Dal 2003 al 2004 ha avuto una relazione con Page Hamilton. Nel 2005 conosce Henry-Alex Rubin, un regista pubblicitario che quell'anno gira un documentario su di lei, incentrato sul suo caso di taccheggio. La loro relazione termina nel 2006. Nell'ottobre 2007 si lega al musicista Blake Soper, con il quale rompe dieci mesi dopo, nell'agosto 2008.. Dal 2011 ha una relazione con lo stilista Scott Mackinlay Hahn..

## Filmografia

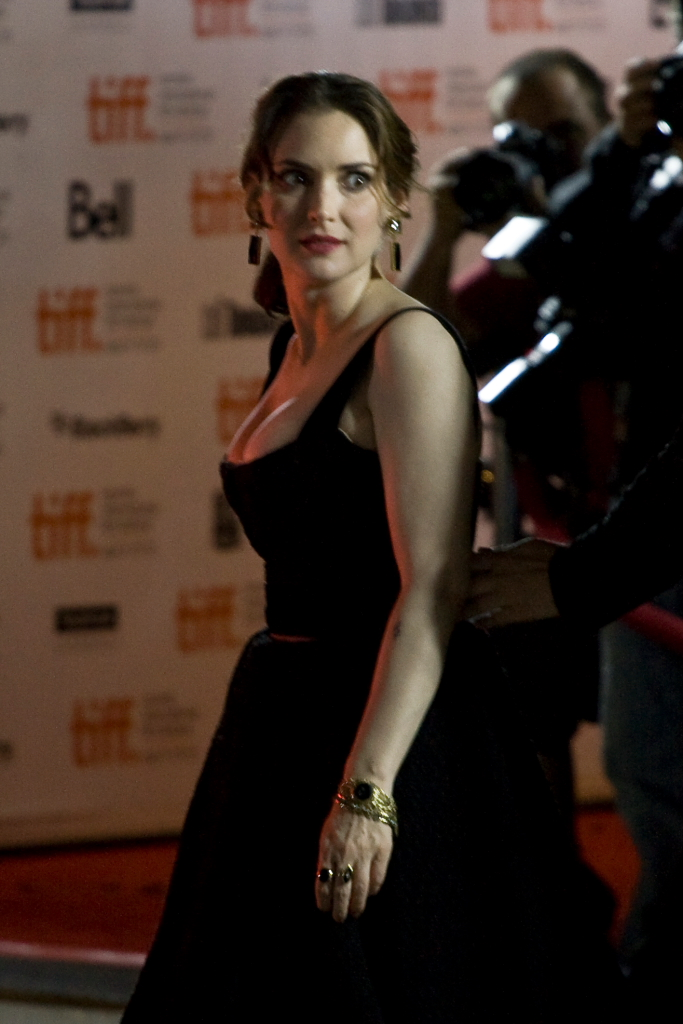
Winona Ryder al Toronto International Film Festival nel 2010

### Attrice

#### Cinema
- Lucas, regia di David Seltzer (1986)
- Square Dance - Ritorno a casa (Square Dance), regia di Daniel Petrie (1987)
- Beetlejuice - Spiritello porcello (Beetlejuice), regia di Tim Burton (1988)
- 1969 - I giorni della rabbia, regia di Ernest Thompson (1988)
- Schegge di follia (Heathers), regia di Michael Lehmann (1989)
- Great Balls of Fire! - Vampate di fuoco (Great Balls of Fire!), regia di Jim McBride (1989)
- Roxy - Il ritorno di una stella (Welcome Home, Roxy Carmichael), regia di Jim Abrahams (1990)
- Edward mani di forbice (Edward Scissorhands), regia di Tim Burton (1990)
- Sirene (Mermaids), regia di Richard Benjamin (1990)
- Taxisti di notte (Night on Earth), regia di Jim Jarmusch (1991)
- Dracula di Bram Stoker (Bram Stoker's Dracula), regia di Francis Ford Coppola (1992)
- L'età dell'innocenza (The Age of Innocence), regia di Martin Scorsese (1993)
- La casa degli spiriti (The House of the Spirits), regia di Bille August (1993)
- Giovani, carini e disoccupati (Reality Bites), regia di Ben Stiller (1994)
- Piccole donne (Little Women), regia di Gillian Armstrong (1994)
- Gli anni dei ricordi (How to Make an American Quilt), regia di Jocelyn Moorhouse (1995)
- Boys, regia di Stacy Cochran (1996)
- La seduzione del male (The Crucible), regia di Nicholas Hytner (1996)
- Riccardo III - Un uomo, un re (Looking for Richard), regia di Al Pacino - documentario (1996)
- Alien - La clonazione (Alien: Resurrection), regia di Jean-Pierre Jeunet (1997)
- Celebrity, regia di Woody Allen (1998)
- Ragazze interrotte (Girl, Interrupted), regia di James Mangold (1999)
- Autumn in New York, regia di Joan Chen (2000)
- Lost Souls - La profezia (Lost Souls), regia di Janusz Kamiński (2000)
- Zoolander, regia di Ben Stiller (2001) – non accreditata
- Mr. Deeds, regia di Steven Brill (2002)
- S1m0ne, regia di Andrew Niccol (2002)
- Ingannevole è il cuore più di ogni cosa (The Heart Is Deceitful Above All Things), regia di Asia Argento (2004)
- The Darwin Awards - Suicidi accidentali per menti poco evolute (The Darwin Awards), regia di Finn Taylor (2006)
- A Scanner Darkly - Un oscuro scrutare (A Scanner Darkly), regia di Richard Linklater (2006)
- The Ten, regia di David Wain (2007)
- Tutti i numeri del sesso (Sex and Death 101), regia di Daniel Waters (2007)
- The Last Word, regia di Geoffrey Haley (2008)
- The Informers - Vite oltre il limite (The Informers), regia di Gregor Jordan (2008)
- La vita segreta della signora Lee (The Private Lives of Pippa Lee), regia di Rebecca Miller (2009)
- Star Trek, regia di J. J. Abrams (2009) - Amanda Grayson
- Stay Cool, regia di Michael Polish (2009)
- Il cigno nero (Black Swan), regia di Darren Aronofsky (2010)
- Il dilemma (The Dilemma), regia di Ron Howard (2011)
- The Iceman, regia di Ariel Vromen (2012)
- The Letter, regia di Jay Aniana (2012)
- Homefront, regia di Gary Fleder (2013)
- Experimenter, regia di Michael Almereyda (2015)
- Destinazione matrimonio (Destination Wedding), regia di Victor Levin (2018)
- Fuga nella notte (Gone in the Night), regia di Eli Horowitz (2022)
- La casa dei fantasmi (Haunted Mansion), regia di Justin Simien (2023)
- Beetlejuice Beetlejuice, regia di Tim Burton (2024)

#### Televisione
- Dr. Katz, Professional Therapist – serie TV, episodio 3x01 (1996)
- The Larry Sanders Show – serie TV, episodio 6x01 (1998)
- Strangers with Candy – serie TV, episodio 3x10 (2000)
- Friends – serie TV, episodio 7x20 (2001)
- When Love Is Not Enough: The Lois Wilson Story, regia di John Kent Harrison – film TV (2010)
- Drunk History – serie TV, episodi 1x04-2x08 (2013-2014)
- Turks & Caicos, regia di David Hare – film TV (2014)
- Show Me a Hero – miniserie TV, 6 puntate (2015)
- Stranger Things – serie TV, 33 episodi (2016-2022)
- Il complotto contro l'America (The Plot Against America), regia di Minkie Spiro e Thomas Schlamme – miniserie TV, 6 puntate (2020)

#### Video musicali
- Mojo Nixon Debbie Gibson Is Pregnant with My Two-Headed Love Child, regia di Scott Kalvert (1989)
- Cher The Shoop Shoop Song (It's in His Kiss), regia di Marty Callner (1990)
- Roy Orbison A Love So Beautiful, regia di Matthew Modine (1990)
- Annie Lennox Love Song for a Vampire (1992)
- Crowded House Locked Out (1993)
- Soul Asylum Without a Trace, regia di Meiert Avis (1993)
- The Jon Spencer Blues Explosion Talk About The Blues, regia di Evan Bernard (1998)
- The Killers Here With Me, regia di Tim Burton (2012)

### Doppiatrice

#### Cinema
- The Day My God Died, regia di Andrew Levine (2003) - narratrice
- Frankenweenie, regia di Tim Burton (2012)

#### Televisione
- I Simpson - serie animata, episodio 6x02 (1994) - Allison Taylor
- Dr. Katz, Professional Therapist  - serie animata, episodio 3x01 (1996) - Winona

## Trasmissioni televisive
- Saturday Night Live - comedy show (2002)

## Riconoscimenti
- Premio Oscar

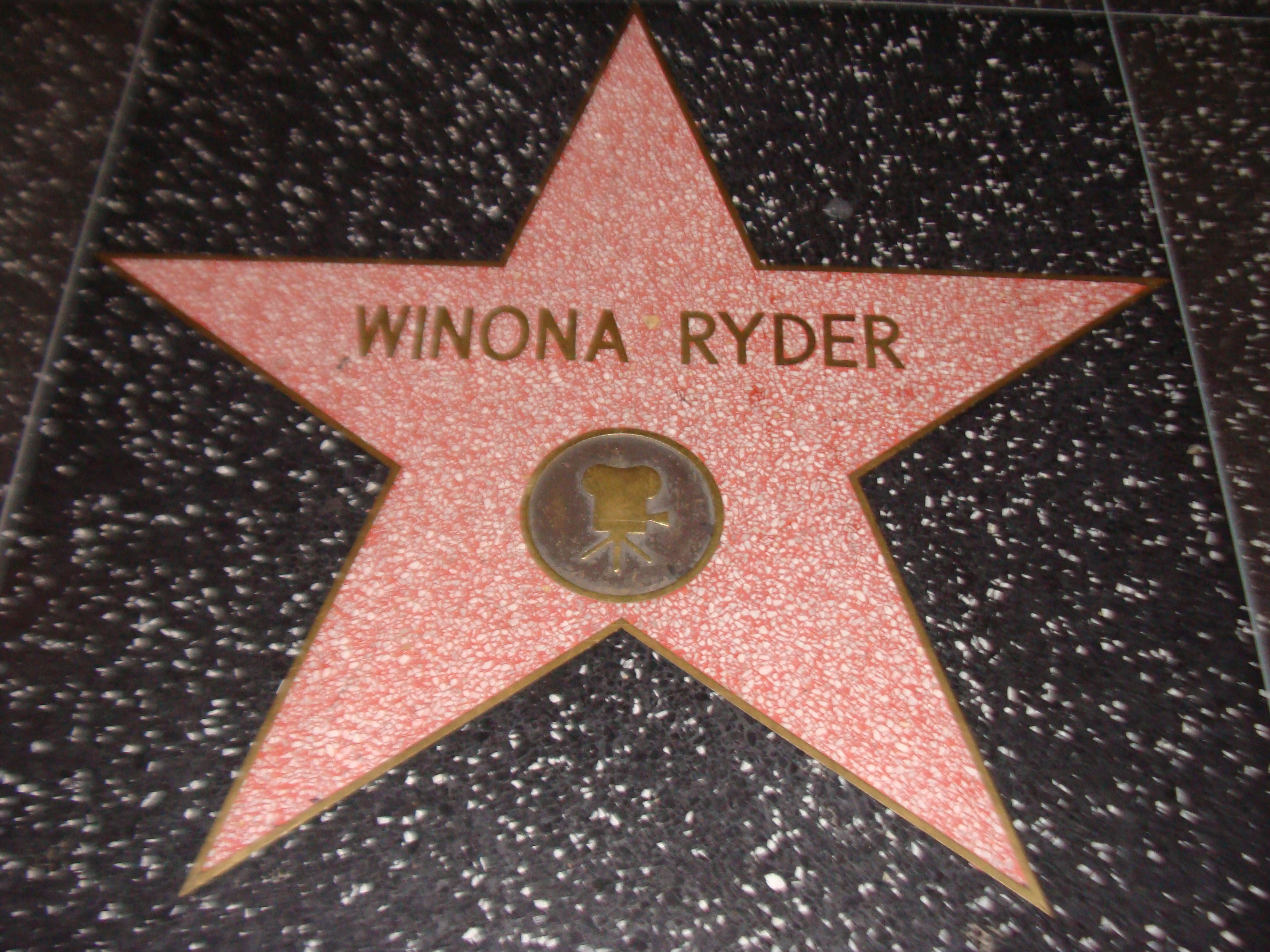
La stella di Winona Ryder nell'Hollywood Walk of Fame

  - 1994 – Candidatura alla migliore attrice non protagonista per L'età dell'innocenza[9]
  - 1995 – Candidatura alla migliore attrice per Piccole donne[10]

- Golden Globe
  - 1991 – Candidatura alla migliore attrice non protagonista per Sirene[11]
  - 1994 – Migliore attrice non protagonista per L'età dell'innocenza[12]
  - 2017 – Candidatura alla migliore attrice in una serie drammatica per Stranger Things[13]

- BAFTA
  - 1994 – Candidatura alla migliore attrice non protagonista per L'età dell'innocenza[14]

- MTV Movie & TV Awards
  - 1993 – Candidatura al miglior bacio per Dracula di Bram Stoker (condiviso con Gary Oldman)
  - 1994 – Candidatura al miglior bacio per Giovani, carini e disoccupati (condiviso con Ethan Hawke)
  - 1996 – Candidatura al miglior bacio per Gli anni dei ricordi (condiviso con Dermot Mulroney)

- National Board of Review
  - 1990 – Miglior attrice non protagonista per Sirene
  - 1993 – Miglior attrice non protagonista per L'età dell'innocenza

- Razzie Awards
  - 2001 – Candidatura alla peggior coppia per Autumn in New York (condiviso con Richard Gere)
  - 2003 – Candidatura alla peggior attrice per Mr. Deeds

- Satellite Award
  - 2010 – Candidatura alla miglior attrice in una miniserie o film per la televisione per When Love Is Not Enough: The Lois Wilson Story
  - 2017 – Candidatura alla miglior attrice in una serie drammatica per Stranger Things

- Saturn Award
  - 1992 – Candidatura alla miglior attrice per Edward mani di forbice
  - 1993 – Candidatura alla miglior attrice per Dracula di Bram Stoker
  - 1998 – Candidatura alla miglior attrice non protagonista per Alien - La clonazione
  - 2017 – Candidatura alla miglior attrice in una serie televisiva per Stranger Things

- Screen Actors Guild Award
  - 1996 – Candidatura al miglior cast cinematografico per Gli anni dei ricordi
  - 2011 – Candidatura al miglior cast cinematografico per Il cigno nero[15]
  - 2011 – Candidatura alla migliore attrice in una miniserie o film per la televisione per When Love Is Not Enough: The Lois Wilson Story[15]
  - 2017 – Candidatura alla migliore attrice in una serie drammatica per Stranger Things
  - 2017 – Miglior cast in una serie drammatica per Stranger Things[16]
  - 2018 – Candidatura al miglior cast in una serie drammatica per Stranger Things
  - 2020 – Candidatura al miglior cast in una serie drammatica per Stranger Things

- Walk of Fame
  - 2000 – Motion Picture, al 7018 di Hollywood Boulevard

## Doppiatrici italiane
Nelle versioni in italiano delle opere in cui ha recitato, Winona Ryder è stata doppiata da:
- Giuppy Izzo in Beetlejuice - Spiritello porcello, La casa degli spiriti, Ingannevole è il cuore più di ogni cosa, Il dilemma, Turks & Caicos, Stranger Things, Il complotto contro l'America, Fuga nella notte, La casa dei fantasmi, Beetlejuice Beetlejuice
- Micaela Esdra in Dracula di Bram Stoker, L'età dell'innocenza, Giovani, carini e disoccupati, Piccole donne, Friends, Gli anni dei ricordi, Ragazze interrotte, The Informers - Vite oltre il limite
- Ilaria Stagni in Taxisti di notte, Celebrity, Autumn in New York, S1m0ne, The Darwin Awards - Suicidi accidentali per menti poco evolute, Tutti i numeri del sesso
- Laura Boccanera in Schegge di follia, La seduzione del male, Riccardo III - Un uomo, un re, Alien - La clonazione, Lost Souls - La profezia
- Stella Musy in Edward mani di forbice, Star Trek, Show Me a Hero
- Laura Lenghi in Great Balls of Fire! - Vampate di fuoco, Zoolander
- Barbara De Bortoli in A Scanner Darkly - Un oscuro scrutare, Il cigno nero
- Perla Liberatori ne La vita segreta della signora Lee, The Letter
- Antonella Baldini in Lucas
- Barbara Berengo Gardin in 1969 - I giorni della rabbia
- Eleonora De Angelis in Roxy - Il ritorno di una stella
- Isa Bellini in Edward mani di forbice (Kim anziana)
- Claudia Catani in Sirene
- Paola Valentini in Boys
- Tiziana Avarista in Mr. Deeds
- Sonia Mazza in The Ten
- Gilberta Crispino in Stay Cool
- Chiara Colizzi in The Iceman
- Rossella Acerbo in Homefront

Da doppiatrice è sostituita da:
- Sandra Mondaini ne I Simpson
- Veronica Puccio in Frankenweenie